# Galeria Arthur M. Sackler

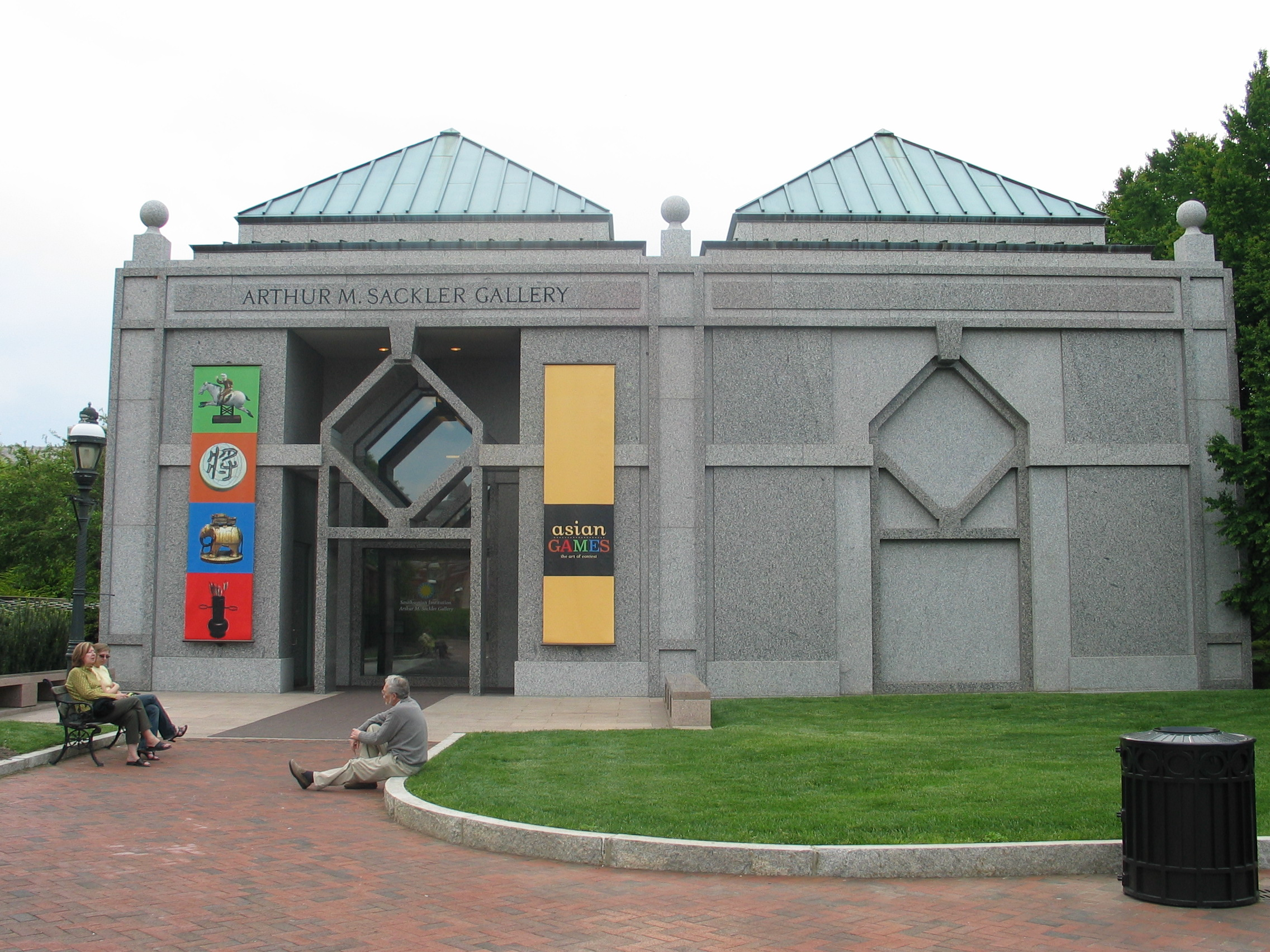
Galeria Arthur M. Sackler.

A Galeria Arthur M. Sackler (em inglês:  Arthur M. Sackler Gallery) é uma galeria subterrânea de arte asiática no National Mall em Washington, D.C., Estados Unidos. Localiza-se atrás do castelo da fundação Smithsonian. A Sackler é uma das galerias do Museu Nacional de Arte Asiática (a obra é a Galeria Freer). Está conectada por passarelas subterrâneas tanto ao Freer com ao Museo Nacional de Arte Africana. A entrada principal ao Sackler é através dos jardins do castelo Smithsonian na Avenida Independência.
A Galeria Sackler forma parte da Instituição Smithsonian.